# Betxí
Betxí település Spanyolországban, Castellón tartományban. Betxí Artana, Nules, Onda és Vila-real községekkel határos. Lakosainak száma 5592 fő (2024).

## Népesség
A település népessége az elmúlt években az alábbi módon változott:
| Lakosok száma | 5381 | 5528 | 5615 | 5902 | 5890 | 5770 | 5780 | 5645 | 5605 | 5592 |
|               | 2001 | 2004 | 2006 | 2009 | 2011 | 2014 | 2016 | 2019 | 2021 | 2024 |